# 오일러 다면체 정리
오일러 다면체 정리란, 임의의 한 다면체를 구성하는 점과 선, 면이 가지는 관계를 설명한 정리를 말한다. 1752년에 스위스의 수학자인 레온하르트 오일러가 발견하였다. 점의 개수에서 선의 개수를 뺀 값에 면의 개수를 더할 경우에 나오는 값이 일정하다는 정리이며, 흔히 다음의 공식으로 표현된다.
{\displaystyle v-e+f=2}
여기서 {\displaystyle v(vertex)}는 다면체의 꼭짓점의 개수이고, {\displaystyle e(edge)}는 다면체의 모서리의 개수이며, {\displaystyle f(face)}는 다면체의 면의 개수이다.
이때 오일러 정리는 정수, 대수, 기하, 조합 등 많은 분야에 같은 이름으로 존재하니 주의하길 바란다.
그래도 헷갈리면 바보다.

## 오일러 지표
위의 식에서 {\displaystyle \chi }는 오일러 지표라고 하는데, 구면과 동상인 3차원 도형의 경우에는 항상 2로 나타나지만, 2차원의 도형, 즉, 평면도형인 경우에는 오일러 지표는 2가 아닌 1이 되며, 원의 경우는 0, 원판의 경우는 1이 된다. 이 정리는 위상수학의 기본개념이 된다. 또한 일부 오목 다면체도 오일러 지표가 다르다. 예를 들어 작은 별모양 십이면체와 큰 십이면체는 오일러 지표가 12-30+12=-6으로 기존과 다르다.

## 각 차원에서의 정리

### 2차원에서의 정리
2차원 유클리드 공간에서 생각하면, 면은 하나이므로, {\displaystyle f=1}이고, 점 {\displaystyle n}개를 찍어 선을 연결하면,

{\displaystyle v-e=n-n=0}이다. 여기서 점을 찍을 때마다, {\displaystyle v:e=n:n=1:1}의 비로 증가하므로, 어떤 경우에서든지 2차원에서는 {\displaystyle v-e=0}이 성립한다.

여기에 면의 개수 {\displaystyle f}를 대입시키면, 2차원에서의 다면체 정리는 {\displaystyle v-e+f=1}이 된다.

<별증> 점과 선이 없는 무한한 평면에서는 {\displaystyle v-e+f=0}이다.
만약 새로운 점을 추가하면 {\displaystyle v-e+f=1}이고, 이후 선과 점을 함께 추가하는 변형에서는 {\displaystyle v-e+f}의 값이 일정하게 유지된다. 만약 추가한 선이 기존의 점을 끝으로 한다면 면이 추가되면서 값이 일정하게 유지된다.

### 3차원에서의 정리
전개도에서 다면체를 만들어서 생각해보자.

어느 전개도라도 2차원으로 서술하면 {\displaystyle v-e+f=1}이다.

2차원에서의 면 {\displaystyle f}는 1이지만

이를 3차원에서 투영시키면 면의 개수 {\displaystyle f'}은 2가 된다.

따라서, {\displaystyle v-e+f=2}

#### 3차원에서의 다른 증명
3차원 유클리드 공간에서의 가장 작은 다면체인 사면체를 생각하자.
 

{\displaystyle v=4}, {\displaystyle e=6}, {\displaystyle f=4}이고,
{\displaystyle v-e+f=4-6+4=2}
이때, 문제의 사면체에서 밑면의 변에 점을 찍어 사각형을 만들면, 밑면의 변이 1개 늘어나고 그에 따라 면이 1개 늘어난다.
 즉, {\displaystyle n}각형의 변에 1개의 점을 찍으면, {\displaystyle n+1}각형이 만들어지므로, {\displaystyle v:f=n:n=n+1:n+1=1:1}이다.
이때, 밑변과 닿아있는 모서리는 점을 찍는 과정에서 생겨났으므로, 모서리가 1개 늘었고, 기존에 차지하고 있던 모서리 부분에 변이 새로 생겼으므로 이전에 있었던 모서리 즉, 중복되는 부분과 새로 생길 부분 2개가 요구된다. 중복되는 부분은 이전에도 있었으므로 점을 찍으므로 해서 추가된 모서리는 2개이다.
각종 각기둥과 엇각기둥을 포함한 (반)정다면체의 오일러 지표를 구해 보면 볼록한 것은 모두 2가 된다는 사실을 알 수 있다. 뿐만아니라 그 반정다면체의 쌍대 역시 2이다.
{\displaystyle v:f:e=1:1:2}
 

따라서, {\displaystyle v-e+f=2}의 관계가 성립함을 알 수 있다.